# Johann Quistorp (Mediziner)
Johann Quistorp (* 3. November 1758 in Rostock; † 22. Juli 1834 in Greifswald) war ein deutscher Naturwissenschaftler, Botaniker und Arzt.
Johann Quistorp war das siebte Kind des Rostocker Theologen Johann Jakob Quistorp und dessen Ehefrau Catharina Theresia Dallin, einer Tochter des schwedisch-deutschen Barockbaumeisters Rudolph Matthias Dallin. Johann Gottfried Quistorp war sein älterer Bruder.
Johann Quistorp begann sein Studium in Greifswald. Hier wurde ihm 1780 die Tochter Marie Charlotte geboren, deren Mutter bisher unbekannt ist. Charlotte wurde 1801 die Ehefrau von Ernst Moritz Arndt.
Quistorp studierte zuletzt in Wien und erhielt dort von der medizinischen Fakultät 1786 den medizinischen Doktortitel. Er war anschließend zunächst praktischer Arzt.
Quistorp war seit 1788 Professor der Naturgeschichte und Ökonomie an der Universität Greifswald.
1790 heiratete er Marie Christine Lönnies (1771–1817), mit der er einen Sohn hatte, den späteren Hofgerichtsrat Joachim Friedrich Bernhard Quistorp (1791–1879).
Seit 1816 war Quistorp mit Eleonore Luise Magdalene von Quistorp (1793–1866) verheiratet. Mit ihr hatte er noch einen Sohn und eine Tochter.
Die Autobiographie von Johann Quistorp aus dem Jahre 1803 wurde von Erich Gülzow 1937 herausgegeben.